# Putten
Putten es una localidad y un municipio de la Provincia de Güeldres al medio de los Países Bajos.
Putten es localizada al noroeste de la región boscosa de Veluwe y bordea el lago de Nuldernauw.

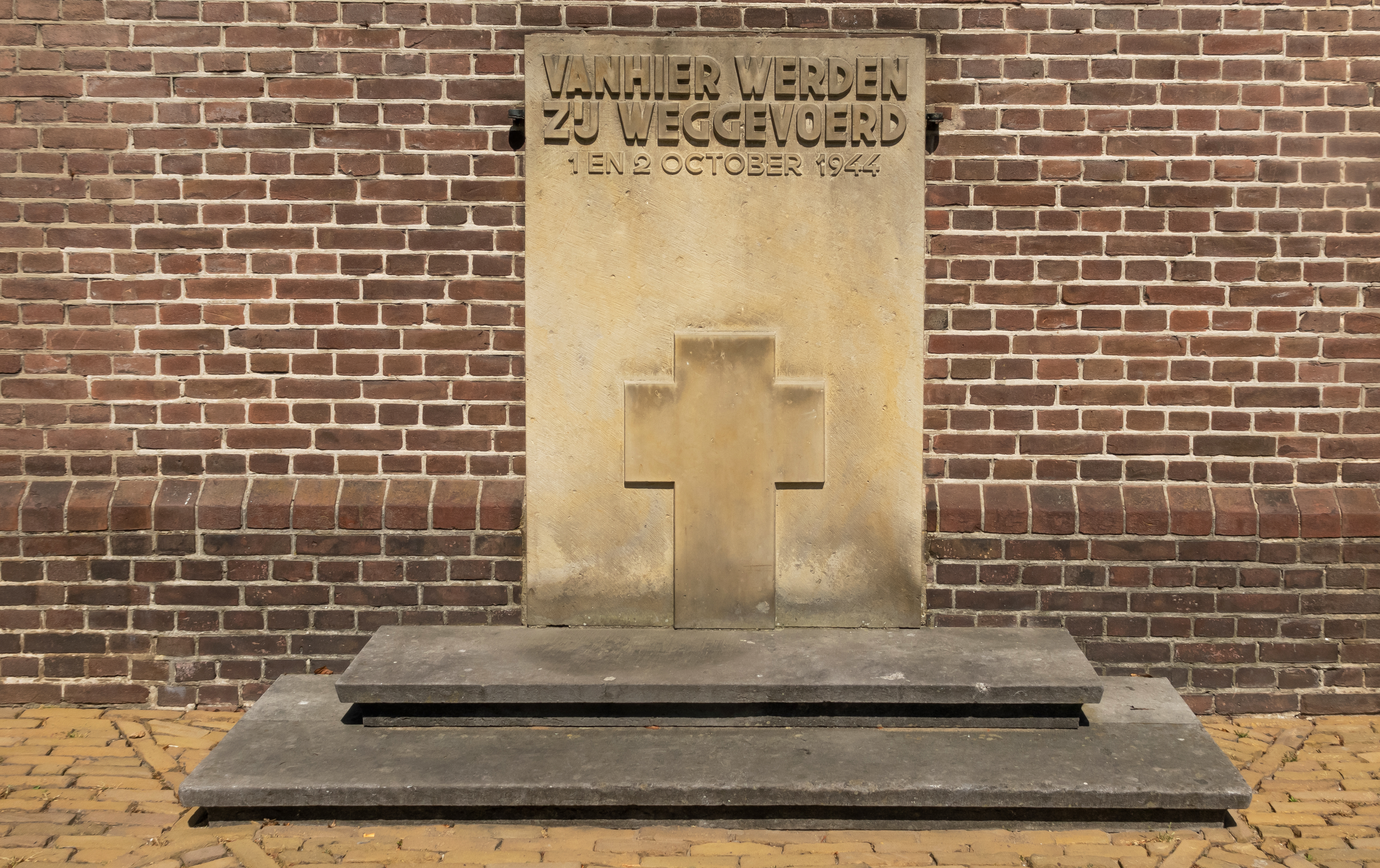
Monumento a los caídos (cerca la iglesia de Oude Kerk)

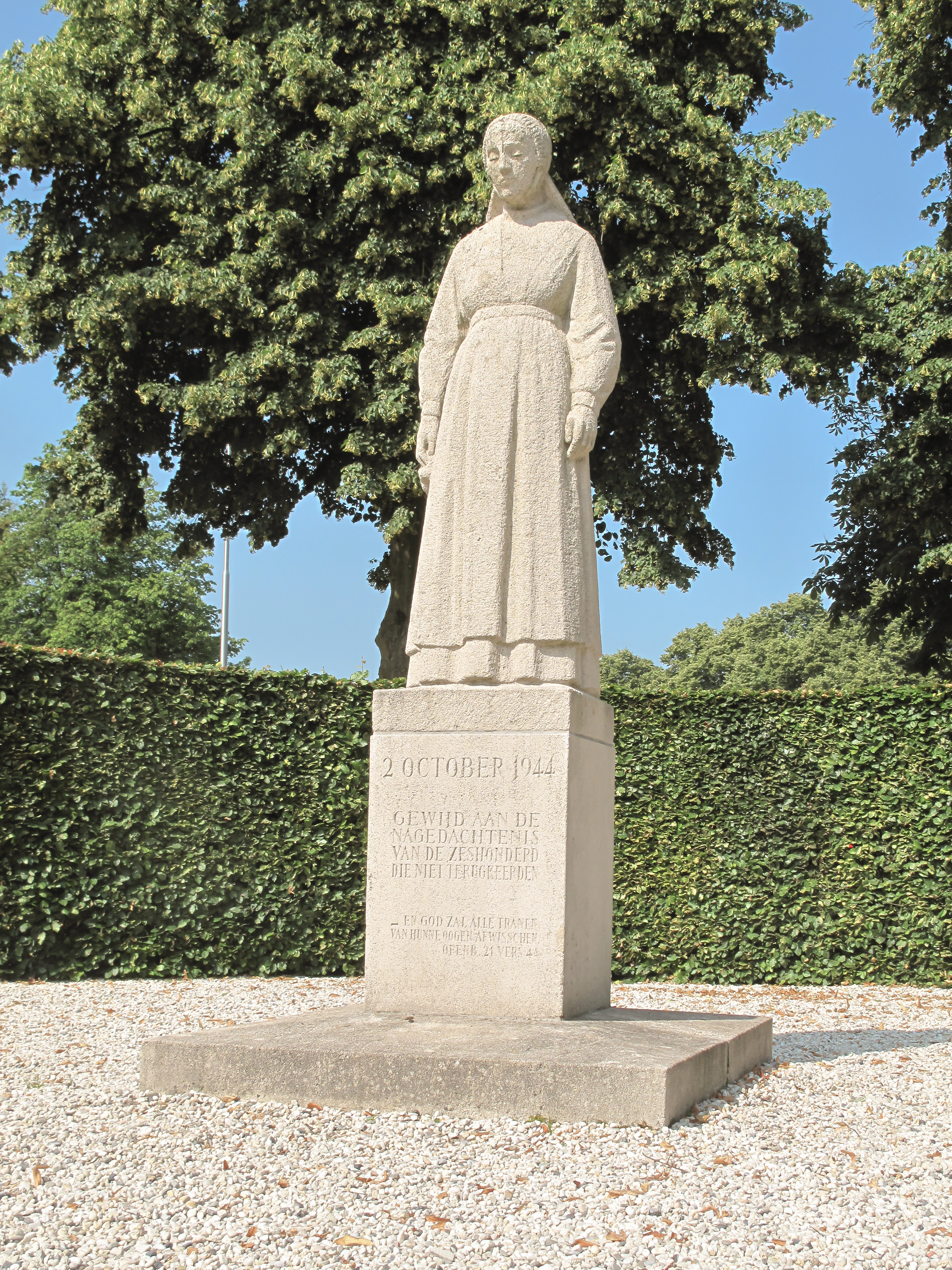
Monumento a los caídos en el Herdenkingshof